# Marracos (kommunhuvudort)
Marracos är en kommunhuvudort i Spanien.   Den ligger i provinsen Provincia de Zaragoza och regionen Aragonien, i den nordöstra delen av landet, 300 km nordost om huvudstaden Madrid. Marracos ligger 402 meter över havet och antalet invånare är 106.
Terrängen runt Marracos är platt. Runt Marracos är det glesbefolkat, med 8 invånare per kvadratkilometer. Närmaste större samhälle är Gurrea de Gállego, 8,2 km söder om Marracos. Trakten runt Marracos består till största delen av jordbruksmark.